# مونیکا لی
مونیکا لی (به انگلیسی: Monika Lee) (زاده ۷ دسامبر ۱۹۹۲) کازپلی آمریکایی است.